# Шатёр (сборник стихов Гумилёва)
«Шатёр» — восьмой сборник стихов Николая Гумилёва, выпущенный в 1921 году в Севастополе Цехом поэтов и в Ревеле издательством «Библиофил». Последняя книга стихов, появление которой увидел автор.

## Создание
Начало работы над будущей книгой было связано с полученным 24 сентября 1918 от З. И. Гржебина заказом на сочинение «географии в стихах». Планировалось написать стихотворения о крупных странах всех частей света и поэт начал с Африки, к концу года закончив цикл стихов об этом континенте. Анна Ахматова позднее писала, что «"Шатер" — заказная книга географии в стихах и никакого отношения к его путешествиям не имеет». В тяжелых условиях военного коммунизма и гражданской войны на Северо-Западе гржебинский проект оказался неосуществим; часть стихов Гумилеву удалось  в 1919 году опубликовать в периодике. В 1920-м поэт составил рукописный сборник «О тебе, моя Африка», снабдив его предуведомлением: «Книга эта переписана в единственном экземпляре автором и снабжена его собственноручными рисунками и подписью. Ноябрь 1920. Н. Гумилев» (сохранилась машинописная копия). Он содержал стихотворения «Посвящение», «Птица. Готтентотская космогония», «Сомали», «Гама» и «Абиссиния».
В мае 1921 поэт, надеясь на публикацию в Крыму, значительно переработал текст 1918 года, убрав подчеркнутую «географичность» и сделав стихи более лиричными, благодаря чему они воспринимались как воспоминания о его африканских путешествиях. Одной из причин переделки была смерть в 1919 году его племянника Н. Л. Сверчкова, сопровождавшего поэта в последней поездке в Африку.
В июне Гумилев со своим знакомым В. А. Павловым, служившим флаг-секретарем наркома морских сил (коморси) бывшего контр-адмира А. В. Немитца, отправился в поездку на юг в салон-вагоне поезда коморси.
По рассказу Павлова Л. В. Горнунгу, Гумилев взял с собой рукопись «Шатра» и в Севастополе ему с помощью Павлова и С. А. Колбасьева а Государственной типографии Севастопольского Полиграфотдела «удалось в очень короткий срок напечатать эту небольшую книжечку на плохой бумаrе в синей обложке, для которой была использована оберточная бумаrа для сахарных rолов. Рукопись Гумилев подарил тут же Павлову, а весь тираж книrи увез с собой в Петроrрад». На самом деле, судя по сохранившимся экземплярам, обложка была из плотного синеватого полукартона, а печати всего тиража книги Гумилев не дождался и остаток позднее привез в Петроград Колбасьев.
Вернувшись 8 июля из Крыма в Петроrрад, поэт раздал часть экземпляров знакомым и продал первую редакцию рукописи представителю ревельскоrо издательства «Библиофил» Альберту Оргу. Обстоятельства сделки неясны и существуют различные предположения о том, какой именно вариант текста был передан для публикации, но, по-видимому, Гумилев был намерен редактировать сборник перед выходом из печати. По воспоминаниям В. И. Немировича-Данченко, присутствовавшего при разговоре Гумилева с Оргом, встреча состоялась буквально накануне ареста позта и, передавая рукопись, Гумилев особо выговаривал некие условия.
3 авrуста 1921 поэт был арестован Петроградской ЧК и вскоре казнен в окрестностях города. Уже 16 сентября 1921 в ревельском литературно-юмористическом сборнике «Appi! — На помощь!» было опубликовано стихотворение «Дамара» с указанием, что автор был расстрелян около трех недель назад по приговору Петроградского трибунала, а текст стихотворения из сборника «Шатер», 
выходящего в издательстве «Библиофил», предоставлен редакции сборника для 
мемориальной публикации. Сам «Шатер» издали в конце года; на обложке был проставлен 1922 год.

## Состав сборника
Содержание севастопольского и ревельского изданий отличается. Первое снабжено подзаголовком «Стихи 1918 rода» и посвящением «Памяти моеrо товарища в африканских странствиях Николая Леонидовича Сверчкова». Текст нескольких стихотворений был значительно сокращен за счет картин с описаниями, ради придания большей лиричности, а стихи «Суэцкий канал», «Мадагаскар», «Замбези» и «Нигер» исключены, как полагают, из-за своего слишком «мажорного» звучания. Сборник завершался трагическим финалом «Экваториального леса».

### Шатёр (1921)
- Вступление
- Красное море
- Еrипет
- Сахара
- Судан
- Абиссиния
- Галла
- Сомали
- Готентотская космоrония
- Даrомея
- Либерия
- Экваториальный лес

### Шатёр (1922)
В ревельском издании, которое, начиная с публикации в вашингтонском собрании сочинений Гумилева, принято считать окончательным вариантом сборника, даны первоначальные редакции стихотворений без сокращений, поэтоиу текст изобилует пейзажными и бытовыми описаниями Африки, на фоне которых лирико-философская составляющая отступает на задний план. Порядок стихов также теряет композиционный характер.
- Вступление
- Красное море
- Египет
- Сахара
- Суэцкий канал
- Судан
- Абиссиния
- Галла
- Сомалийский полуостров
- Либерия
- Мадагаскар
- Замбези
- Дамара: Готентотская космогония
- Экваториальный лес
- Дагомея
- Нигер

Между двумя сборниками имеется значительная разница в объеме: 637 строк против 1050 и даже за вычетом четырех стихотворений ревельское издание превышает размер севастопольского на 221 строку.
Поскольку вторая редакция, вышедшая малым тиражом, была почти неизвестна на Западе, со времен вашингтонского собрания сочинией Струве и Филиппова каноническим текстом «Шатра» считался первоначальный вариант, опубликованный в ревельском издании. Лишь в Полном собрании сочинений мнение Никитина было поддержано и текст севастопольского издания был признан окончательным вариантом.

## Критика
Эрих Голлербах 30 августа опубликовал в Жизни искусства ироническую рецензию («Путеводитель по Африке»), назвав сборник Гумилева «рифмованным путеводителем по Африке». На следующий день Советская власть официально сообщила об убийстве поэта, поэтому, оставаясь невысокого мнения о его поэзии, в заметке о Гумилеве («Новая русская книга», 1922, № 7) критик пишет, что рецензия вышла к его «великой досаде».
Иннокентий Оксенов в своем обзоре пишет, что новые стихи Гумилева, «плоды его африканских странствий (…) — пестрый каталог географических имен, облекающихся живою плотью и кровью в почти безупречных пьесах. Подлинно, пред нами встает мощный образ — сама Африка».
Юлий Айхенвальд считает Гумилева «поэтом географии» (Поэты и поэтессы. Пг., 1922), Николай Оцуп, разбирающий африканские стихотворения по методике самого Гумилева, указывает, что почти все они написаны анапестом, о котором сам автор в заметках к «Гондле» сообщал, как о размере, придающем стихам стремительность, силу и звонкость, чувства 
и образы «столь ярки и бурны, что властно требуют, чтобы автор их увековечил. Что же касается «мыслей», то не ими богат цикл африканских стихов. Они как бы нарочно наивны, отражают восторженное удивление тайнами природы, первобытное детское изумление» и это впечатление еще усиливается из-за архитектонической аморфности ревельского сборника, где стихи напечатаны в произвольном порядке (предположительно, Оцуп анализировал именно эти тексты)).
В ответ на привычные упреки в экзотизие акмеист Георгий Адамович замечает:

Только 6лизорукому Гумилев покажется потомком Гоrена. (…).Природа этих текстов совершенно иная. Есть мир и есть человек, хозяин ero. Хорош тот хозяин, который все любит и все хочет поближе узнать и «описать». Но мир еще не прнинадлежит человеку. Оrромная, беспредельная во всех отношениях материя еще не одухотворена и наша культура есть еще младенческий слабый лепет. (…) Гумилев есть одна из центральных и определяющих фигур нaшeгo искусства и, добавляю, героическая фигура среди глубокоrо и жалкоrо помрачения поэтического и общехудожественного сознания в наши дни.— Альманах Цexa Поэтов. Кн. 2. — Пг., 1921. — С. 70—71)
Часть стихов из сборника была перепечатана в берлинском журнале Жар-Птица, в качестве «венка на (…) безвестную могилу» убитого большевиками Гумилева. В предисловии к публикации Саша Черный под псевдонимом А. Ч. пишет:

Какой шатер раскинул над головой томившийся среди красных дикарей поэт-заложник? О чем он мог писать в стране, где полный словесный паек отпущен только привилегированным Демьянам, жирным шутам, увеселяющим досуги тиранов? О чем он мог писать там, где даже несоветское выражение глаз считается смертным грехом, где выстрел наемного китайца в затылок сводит последние счеты с непродавшейся музой?
И все же даже там у поэта нашлись свои, высокой красоты и силы, слова. Он писал не о «скифской» России,— в львином рву хищного зверя не дразнят,— тоскуя и томясь, вспоминал он о второй своей родине — Африке. И черных дикарей — полудетей, полузверей, наивных и простых предпочел красным.— Саша Черный. «Шатер» Гумилева // Жар-Птица. 1921, № 3. — С. 36
Вопреки высказанному Сашей Черным убеждению в том, что, расправившись с неугодным поэтом, большевики уничтожат все его бумаги, чтобы исчезла самая память о нем, в 1922 году в Петрограде вышел «Посмертный сборник» стихов Гумилевв, переизданный в следующем году, и после полного запрещения публиковать его тексты (действовало с 1925 по 1986) бумаги поэта были не сожжены, но надолго погребены в архивах.
Литературовед В. А. Мануйлов, по-видимому, в 1940-е годы, попросил африканиста Д. А. Ольдерогге прокомментировать имевшийся у него экземпляр «Шатра»; этот комментарий был частично опубликован А. Б. Давидсоном в книге «Николай Гумилев: Поэт, путешественник, воин» и в Собрании сочинений.